# Zásmuky
Zásmuky − miasto w Czechach, w kraju środkowoczeskim.
Według danych z 31 grudnia 2003 powierzchnia miasta wynosiła 2 411 ha, a liczba jego mieszkańców 1 763 osób.

## Demografia
| Rok             | 1970  | 1980  | 1991  | 2001  | 2003  |
| --------------- | ----- | ----- | ----- | ----- | ----- |
| Liczba ludności | 2 125 | 1 936 | 1 814 | 1 709 | 1 763 |

Źródło: Czeski Urząd Statystyczny